# Karipski hindustanski
Karipski hindustanski (ISO 639-3: hns), indoarijski jezik kojim govori 150 000 ljudi (1986) u Surinamu, 15 600 u Trinidadu i Tobagu (1996) i nepoznat broj u Gvajani (538 500 etničkih u Gvajani). Temelji se na bhojpurskom uz utjecah awadhskog
Pripada biharskoj podskupini istočnih indoarijskih jezika. Ima nekoliko dijalekata, trinidadski bhojpurski na Trinidadu i aili gaili ili sarnami hindustanski u Gvajani.

## Vanjske poveznice
- Ethnologue (14th)
- Ethnologue (15th)